# Cuono Gaglione
Cuono Gaglione (Acerra, 1947) è un pittore italiano. Vive a Roma, si dedica alla pittura dal 1959. 
Gaglione ha studiato all'istituto d'arte di Napoli e frequentato il Magistero di pittura dal 1965 al 1971. Suoi maestri guida del colore sono stati Striccoli, Chiancone, Verdecchia, Toma, De Siena e Cajati. Durante la sua permanenza in Germania nel 1971, si unisce al gruppo dei neo-espressionisti ad Heidelberg. Al suo ritorno in Italia ha partecipato a numerose rassegne nazionali ed estere, meritando affermazioni, riconoscimenti e premi, tra cui quello del Presidente della Repubblica, quello della Camera dei deputati, l'oscar della pittura in Germania, il premio Dante a Firenze, il Nettuno d'oro a Bologna, la Biennale P. Picasso a Napoli. Fra i premi siciliani anche il premio Quasimodo a Modica, il premio Valle dei Templi ad Agrigento, Mostra d'arte Sacra a Caltagirone, l'Estemporanea di Donnalucata e molti altri dentro e fuori dai confini nazionali.
Le sue opere figurano in molte collezioni pubbliche e private a New York, Dublino, Parigi, Roma, Napoli, Venezia, Norimberga, Bruxelles, Strasburgo, Bruges, Canada, Cile, Spagna, Buenos Aires (Museo Paternal) e decine di comuni in Italia.

## Attività
Oltre all'attività espositiva e alla partecipazione a concorsi, Gaglione ha realizzato numerosi loghi istituzionali, tra cui quello per il progetto del CONI Sport per tutti (Roma, 1982), per i Campionati mondiali juniores di pallavolo (Roma, 1984), per i Campionati mondiali di calcio Italia '90 (1986) e per le celebrazioni del V centenario della scoperta dell'America (1987). Gaglione ha anche realizzato diverse copertine di libri e riviste poiché la sua pittura mostra sentimenti, poesia, pathos e memoria d'arte in cui molti autori, sia poeti, scrittori o altro, si sono specchiati.

## Opere in collezioni
Le sue opere figurano in collezioni pubbliche e private in numerose città di tutto il mondo. In particolare presso: Galleria d'arte moderna New York, Camera di Commercio Ragusa, Comuni di Giarratana, Francofonte, Modica, Pozzallo, Acerra, Sarno, Vittoria, Museo civico Caltagirone, Museo della Maschera di Pulcinella di Acerra, Pinacoteca d'arte moderna Lecce, Chiese di Santa Maria di Betlemme a Modica, San Luca, Sacro Cuore di Modica, Madonna delle Lacrime di Modica, Museo storico Diocesano Caltagirone, Istituto d'Arte di Napoli, Saloni delle suore Divino Zelo a Roma e a Tirana, Accademia d'arte Moderna di Brescia, Museo della Fortezza di Civitella del Tronto, Museo "Paternal" di Maradona di Buenos Aires Argentina, Galleria "le Cour des art" di Bruxelles.

## Personali
Dal 1995 si dedica a personali e fra queste ricordiamo:
Napoli - Maschio Angioino, Verona - Galleria la tavolozza, Milano - la Bitta, Genova - la Mediterranea, Venezia - grand hotel centrale, Bari - art expo', Brescia - il covo, Roma - la giara, Acerra - Castello Baronale, Vittoria - Centro giovanile polivalente, Ragusa - Caffè dell'Arte, Ragusa - salone Provincia Regionale, Parlamento Europeo di Bruxelles, Fortezza di Civitella del Tronto, Parlamento Europeo di Strasburgo, Paternal Buenos Aires, Museo Diocesano Acerra, 60 anni Castello dei conti di Acerra.
Queste tre mostre dal titolo significativo "Preziosi delle due Sicilie”, “Terra mia“ “Sicilia terra d'amuri e d'anuri" sono state dedicate alla storia negata del meridione, alle bellezze naturali e artistiche, con particolare attenzione a figure, miti e mitologia che vanno dalla Magna Grecia ai giorni nostri.

## Pubblicazioni
Gaglione ha pubblicato numerosi cataloghi illustrativi e monografie delle sue opere, si ricordano fra i più importanti:
- Trent'anni di esperienze
- Una vita per l'arte
- Testimonianze
- Pulcinella il viandante
- Napule mmunnezza e sole
- Antologia
- Omaggio alle due terre
- Metamorfosi
- La pittura di Cuono Gaglione
- Sirene, ninfe
- Miti delle due Sicilie
- Preziosi delle due Sicilie (VIP Editore Napoli)
- Terra mia
- Sicilia terra d'amuri e d'anuri
- 60 anni d'amore per Acerra (Pulcinella Editore- Acerra)
- Loredana Bianchi- Cuono Gaglione. Il poeta della pittura, Dellisanti editore, Massafra

Gaglione ha spaziato anche in altri campi delle arti figurative eseguendo copertine di libri e loghi per manifestazioni mondiali (anno europeo della musica, campionati mondiali di calcio e di pallavolo)

## Mostre recenti
Le mostre più recenti:
- 1971 personale Firenze
- 1972 biennale europea Torre del Greco
- 1973 trofeo costa Napoli
- 1974 trofeo costa Napoli
- 1975 trofeo costa Napoli
- 1980 rassegna provinciale Ragusa
- 1981 rassegna nazionale Catania
- 1982 British art fair in the city Londra
- 1982 premio internazionale Milano
- 1982 omaggio a murillo Roma
- 1982 marguttiana Carrara
- 1982 biennale Siracusa
- 1982 rassegna internazionale Genova
- 1982 trofeo costa Napoli
- 1982 rassegna internazionale Lecce
- 1982 rassegna nazionale Catania
- 1982 rassegna nazionale Genova
- 1982 rassegna nazionale Roma
- 1983 Europa 2000 Milano
- 1983 mondiali fipav Roma
- 1983 sport per tutti Roma
- 1983 Salon des exposition des nations Parigi
- 1983 rassegna nazionale Milano
- 1983 biennale del mare Roma
- 1983 porta dei leoni Reggio Calabria
- 1983 personale Genova
- 1983 premio oscar Regensburg (Germania)
- 1983 trofeo costa Napoli
- 1983 rassegna nazionale Genova
- 1983 rassegna internazionale Fürth (Germania)
- 1984 premio internazionale Hallstahammar (Svezia)
- 1984 trofeo costa Napoli
- 1984 anno europeo della musica Roma
- 1984 Arte expo texas Dallas (USA)
- 1984 premi S. Ambroeus Milano
- 1984 Art expo international Ginevra (Svizzera)
- 1984 International art exposition Washington (USA)
- 1985 contemporanea Ragusa
- 1985 premio internazionale Nettuno d'oro Bologna
- 1985 incontro con la Laguna Venezia
- 1985 trofeo gioiello di candia Massa Carrara
- 1985 personale Ragusa
- 1985 Gran prix d'art internationale Milano
- 1985 premio internazionale Firenze
- 1985 biennale del mare Roma
- 1985 trofeo costa Napoli
- 1985 rassegna d'arte Viareggio
- 1985 la finelliana Carrara
- 1985 esposizione europea Roma
- 1985 incontro con l'arte Siracusa
- 1985 personale Ragusa
- 1986 internazionale di grafica Atene (Grecia)
- 1986 pro UNICEF Ragusa
- 1986 concorso nazionale Siracusa
- 1986 trofeo costa Napoli
- 1986 premio internazionale Hallstahammar (Svezia)
- 1986 Italia 90 Roma
- 1986 città di Viareggio
- 1987 la scoperta d'America Roma
- 1987 asta pro UNICEF Ragusa
- 1987 concorso internazionale Pordenone
- 1987 biennale P. Picasso Napoli
- 1995 personale Roma
- 1996 maschio angioino personale Napoli
- 1996 la bitta Milano personale Milano
- 1997 la mediterranea personale Genova
- 1997 G.H: Centrale personale Venezia
- 1998 Art expo personale Bari
- 1999 il covo personale Brescia
- 1999 la giara personale Roma
- 2000 provincia RG personale Ragusa
- 2001 h ionio personale Ragusa
- 2003 Personale caffè dell'arte Ragusa
- 2003 Parlamento Europeo Bruxelles (Belgio) Preziosi 2 sicilie personale
- 2004 Terra mia personale Civitella del Tronto
- 2005 Personale Parlamento Europeo Strasburgo (Francia)
- 2006 Personale "La cour des arts" Bruxelles (Belgio)
- 2009 50º Anno di attività artistica - Acerra Castello Baronale
- 2011 Siena art institute - Siena
- 2012 V Crociera della musica Napoletana, Artista invitato ad esporre in Mostre itineranti a: Catania, Napoli, Livorno, Villefrance, Valencia, Ibiza, Tunisi.
- 2013 VI Crociera della musica Napoletana, Artista invitato ad esporre in Mostre itineranti a: Bari, Katakolon, Smirne, Istanbul, Ragusa di Dalmazia, Venezia.
- 2015 VIII Crociera della musica Napoletana, Artista invitato ad esporre in Mostre itineranti a: Bari, Katakolon, Santorini, Corfù, Cattaro, Venezia.
- 2016 IX Crociera della musica Napoletana, Artista invitato ad esporre in Mostre itineranti a: Napoli, Messina, La Valletta, Palma di Maiorca, Ibiza, Barcellona, Marsiglia, Genova.
- 2017 Mostra di beneficenza ROMA
- 2018 60 anni d'amore per Acerra - Pulcinella Film Festival - Castello dei Conti
- 2019 Acerra Castello dei Conti - S O S PACE "I colori della Pace: io, gli altri e i sette colori dell'arcobaleno". Mostra Convegno
- 2020 Roma Galleria NUMEN collettiva di artisti contemporanei
- 2020 Roma - Mostra collettiva virtuale In the Name of Love- I mille volti dell'amore
- 2021 Roma - COLLETTIVA "A Word of colors THE ART GALLERY MEGA ART POCKET ART STUDIO"
- 2021 Acerra MUSEO DIOCESANO -mostra biografica " I VESCOVI DI ACERRA NEL XX SECOLO "
- 2021 Buenos Aires - Museo di Maradona Paternal - 25 opere sulla vita di D.A. Maradona in permanenza.
- 2022 Acerra - Museo Diocesano " POESIA DELLA PITTURA pietà popolare, folclore paesaggi Acerrani negli occhi del maestro Cuono Gaglione"
- 2022 Madrid - CAPTALOONA Art Gallery di Madrid - "MEGA ART in Spagna"
- 2022 Fabriano - Convegno 16-17-18 Settembre 2022, dipinto di Santa Ildegarda di Bingen
- 2022 Istanbul - MEGA ART Mostra/fiera INTERNAZIONALE DI ISTANBUL dal 17 al 20 novembre
- 2022 Roma collettiva " Lo stato dell'arte " ZANON GALLERY – Roma

## Premi
- Premio Presidente della Repubblica
- Premio Presidente Camera dei Deputati
- Premio Dante Firenze
- V Biennale Roma
- Nettuno d'oro Bologna
- Pennello d'oro Milano
- Biennale della laguna Venezia
- Premio Pordenone
- Premio Murillo Roma
- Oscar della pittura Germania
- Premio Califano C. di Stabia
- Premio Arte Cultura Napoli
- Premio Hallsthammar Svezia
- Premio Costa Napoli
- Colombo nella storia Genova
- Premio Viareggio
- Premio del Parlamento Europeo di Bruxelles e Strasburgo
- Ambasciatore nel mondo del Museo di Pulcinella di Acerra
- Ambasciatore della cultura napoletana nel mondo
- Premio "Pulcinella" Pulcinella Film Festival 2018